# Кобларі
Кобларі (словен. Koblarji) — поселення в общині Кочев'є, регіон Південно-Східна Словенія, Словенія. Висота над рівнем моря: 469,2 м.